# The Indian Express
The Indian Express é um jornal diário indiano de língua inglesa fundado em 1932. Era administrado por Ramnath Goenka e financiado por Raja Mohan Prasad. É publicado em Mumbai pelo Indian Express Group. Em 1999, oito anos após a morte do fundador, o grupo foi dividido entre os membros da família. As edições do sul receberam o nome The New Indian Express, enquanto as edições do norte, baseadas em Mumbai, mantiveram o nome original com "The" prefixado ao título.

## História
Em 1932, o Indian Express foi iniciado. Em 1933, Swaminathan Sadanand abriu seu segundo escritório em Madurai, lançando a edição em tâmil, Dinamani. Sadanand introduziu diversas inovações e reduziu o preço do jornal. Enfrentando dificuldades financeiras, vendeu parte de sua participação para Ramanath Goenka. Em 1935, quando o The Free Press Journal finalmente entrou em colapso, e após uma prolongada batalha judicial com Goenka, Sadanand perdeu a propriedade do Indian Express.
Em 1940, todo a sede foi destruída por um incêndio. The Hindu, um jornal rival, ajudou consideravelmente no relançamento do jornal, imprimindo-o temporariamente em uma de suas gráficas em Swadesimithran e posteriormente oferecendo suas instalações recentemente desocupadas. Essa relocação também ajudou o Express a obter melhores máquinas de impressão de alta velocidade. O juiz distrital que investigou o incêndio concluiu que um curto-circuito ou uma ponta de cigarro poderia ter iniciado o incêndio e disse que a cidade em crescimento tinha apoio de controle de incêndio inadequado. Em 1952, o jornal tinha uma tiragem de 44.469.
Após a morte de Ramnath Goenka em 1991, dois dos netos, Manoj Kumar Sonthalia e Vivek Goenka dividiram o grupo em dois. Indian Express Mumbai com as notícias do norte da Índia foi para Vivek, e todas as do sul com Chennai como sede foram para Manoj. Indian Express começou a ser publicado diariamente na internet em 8 de julho de 1996. Cinco meses depois, o site expressindia.com atraiu "700 mil acessos todos os dias, exceto nos finais de semana, quando caiu para 60% de seus níveis normais".